# Loris Bicocchi
Loris Bicocchi (Sant'Agata Bolognese, 14 gennaio 1958) è un pilota automobilistico italiano.

## Biografia

### Gli inizi e la Lamborghini
Dopo aver abbandonato gli studi, nel 1974, entrò in Lamborghini come magazziniere del reparto esperienze. Spesso chiese di assistere al montaggio di quei pezzi che lui stesso distribuiva. La sua passione per la meccanica e i motori non passò inosservata così, quando nel 1975 si liberò un posto di meccanico nel reparto esperienze, venne chiamato a ricoprire quel ruolo.  
Da questo momento Bicocchi, grazie anche alla frequentazione degli esperti veterani Luca Molinari e Stanislao Sterzel, acquisì le “regole del mestiere”. 
Nel 1976 gli venne affidato il collaudo della sua prima auto: una Lamborghini Countach, su progetto di Paolo Stanzani e design di Marcello Gandini. Rimase in Lamborghini fino al 1989, con il ruolo di “collaudatore auto produzione”. 

### Bugatti a Campogalliano

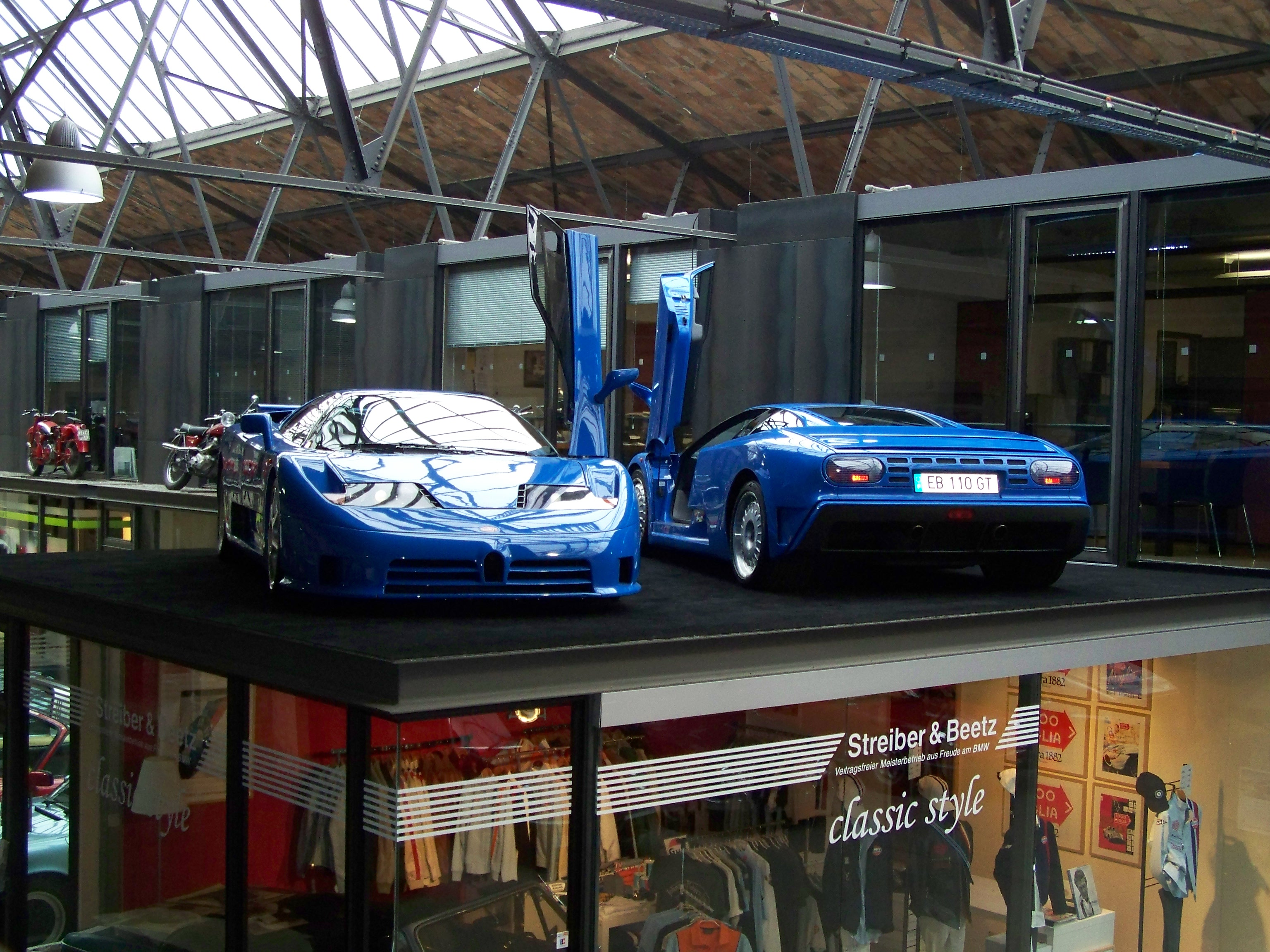
Bugatti EB110 SS e una Bugatti EB110 GT, due delle vetture più famose collaudate da Bicocchi

Nel 1987 Romano Artioli acquisì i diritti per la produzione di auto marchio Bugatti, fondando insieme all'ing. Paolo Stanzani la Bugatti Automobili S.p.A. con sede a Campogalliano. L'ingegnere Paolo Stanzani, che era socio, Amministratore Unico ma anche Direttore Tecnico, stava già lavorando al progetto “Bugatti EB 110”, e chiese al collaudatore di raggiungerlo per sviluppare insieme il progetto. Dal 1989 il collaudatore, spinto dalle soluzioni tecniche all'avanguardia, collaborò attivamente al progetto e a quelli successivi: nel corso dei cinque anni seguenti infatti, come collaudatore del reparto esperienze, sviluppò l'EB110 GT, l’EB110 SuperSport e l'EB 112.
Nel luglio 1994 registrò il record di velocità per una vettura alimentata a metano: a Nardò spinse la Bugatti EB110 fino a 344,7 km/h. Tuttavia nel 1994 la Bugatti Automobili chiuse per fallimento.

### Carriera da pilota autonomo
Terminata la collaborazione in Bugatti, si trasferì a Monaco dove iniziò una nuova esperienza da pilota freelance e collaudatore per la Monaco Racing Team. Alla guida di una Bugatti EB110 SS partecipò al campionato IMSA nella classe GT1, alla 24 ore di Daytona e di Le Mans, dove la vettura venne distrutta durante le prove di qualificazione, nonché alla 6 ore di Suzuka.

### Jochen Dauer
Durante l'esperienza monegasca conobbe Jochen Dauer, un ex pilota e proprietario di una piccola azienda a Norimberga, con il quale iniziò una proficua collaborazione che lo portò alla realizzazione di una versione stradale di una vettura determinante per il prosieguo della sua carriera. Si trattava della Dauer 962 Le Mans da 730 CV. Ne vennero costruiti 10 esemplari: cinque furono acquistati dal Sultano del Brunei che portò Bicocchi a svolgere la manutenzione delle 962 insieme a quella di Bugatti e Lamborghini.

### Pagani
Successivamente ricevette la chiamata di Horacio Pagani, che lo conosceva già dai tempi della Lamborghini, per collaborare allo sviluppo di un nuovo progetto, la Zonda. I due cominciarono a sviluppare il progetto che fece la fortuna della Pagani Automobili. La collaborazione con Pagani durò fino al settembre 2002.

### Koenigsegg
Durante il salone di Parigi, nel 1994, Bicocchi incontrò Cristian Von Koenigsegg con il quale discusse di sospensioni e di soluzioni tecniche. Decise di trasferirsi in Svezia per collaborare allo sviluppo della prima vettura della Koenigsegg.

### Il ritorno in Bugatti
Nel 2003 venne contattato nuovamente dalla Bugatti per collaborare allo sviluppo della Veyron. In questo periodo l'attività di Bicocchi si divise tra Koenigsegg e Bugatti.

### Koenigsegg CCX

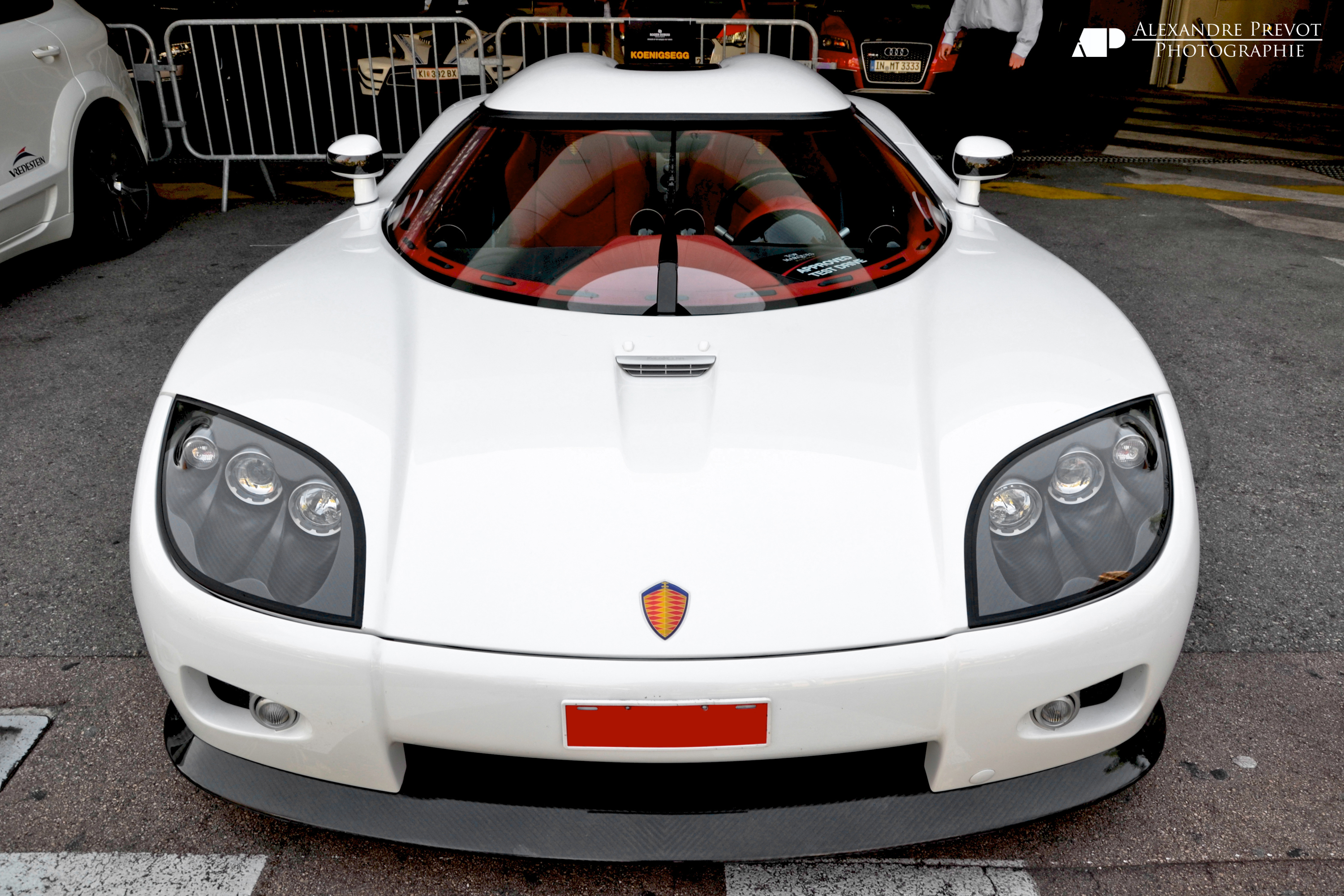
Koenigsegg CCX, vettura sviluppata in collaborazione con il collaudatore italiano.

Concluso il progetto Veyron con Bugatti, si dedicò a tempo pieno alla Koenigsegg trasferendosi in Svezia, dove rimase circa due anni, dedicandosi tutto il tempo allo sviluppo della Koenigsegg CCX.

### KTM X-BOW
Dal febbraio 2007, grazie a Dallara, iniziò una nuova collaborazione, partecipando allo sviluppo di un progetto della casa austriaca che prevedeva la costruzione di un mezzo a quattro ruote che fosse in grado di conciliare leggerezza e potenza, ovvero la KTM X-Bow. La fine del progetto segnò anche la fine della collaborazione per Loris Bicocchi, che si ritrovò libero da impegni nel giugno 2008.

### Ritorno in Bugatti e Mazzanti
Dopo una nuova parentesi alla Bugatti per lo sviluppo della Chiron, approda alla Mazzanti dove viene nominato R&D Manager e collaudatore ufficiale dell'azienda italiana, per portare avanti lo sviluppo di una sportiva ad alte prestazioni dell'omonima casa chiamata Evantra Millecavalli.